# 费利克斯·奥伯克
费利克斯·奥伯克（德語：Felix Auböck，1996年12月19日—），奥地利男子游泳运动员，2020年欧洲锦标赛男子400米自由泳银牌得主、2022年欧洲锦标赛男子200米自由泳铜牌得主、2024年欧洲锦标赛男子400米自由泳金牌得主。